# くじら12号
『くじら12号』（くじら12ごう、Kuzira No.12）は、日本のロックバンド、JUDY AND MARYの11枚目のシングル。

## 解説
- 翌月に発売されるアルバム「THE POWER SOURCE」の先行シングル。
- 1997年2月21日にエピックレコーズよりリリースされた。12号の意味はサッカーの背番号のうちサポーターナンバーとされる背番号[3] の12から由来しており、サッカー日本代表の応援歌という意味があると作曲者のTAKUYAが述懐している。歌詞の「太陽」は日本のことで、「ドルフィンキック」もクジラを食べる日本人のキックという意味らしい。
- 本田技研工業『ライブ・Dio』CMソングに使用された。

## 収録曲[1]
1. くじら12号 (4:38)
（作詞：Tack and Yukky　作曲：TAKUYA）
  - 終盤「波を越えて」と歌っているのはTAKUYAである。
  - 調はハ長調[4]。
2. KISSの温度 (3:10)
（作詞：YUKI　作曲：恩田快人）
3. くじら12号 (Backing Track) (4:38)
（作曲：TAKUYA）

全編曲：JUDY AND MARY

## 収録アルバム
- THE POWER SOURCE (#1,2)
- FRESH (#1)
- The Great Escape -COMPLETE BEST- (#1)
- COMPLETE BEST ALBUM「FRESH」 (#1)